# Kerken van de architectuurschool van Pskov
De Kerken van de architectuurschool van Pskov (Russisch: Храмы псковской архитектурной школы) omvatten een groep van monumenten gelegen in de historische stad Pskov, aan de oevers van de rivier Velikaja in het noordwesten van Rusland. Kenmerkend aan deze gebouwen, ontworpen door de architectuurschool van Pskov zijn de kubieke volumes, koepels, veranda's en klokkentorens, met de oudste elementen die dateren uit de 12e eeuw. Kloosters, kerken en kathedralen zijn geïntegreerd in de natuurlijke omgeving door tuinen, afsluitingen met muren en hekken. Geïnspireerd door de Byzantijnse en Novgorod-tradities, bereikte de architectuurschool van Pskov zijn hoogtepunt in de 15e en 16e eeuw, en was een van de belangrijkste scholen in het land. De stijl domineerde de evolutie van de Russische architectuur over vijf eeuwen.
De kerken en kloosters werden in 2019 tijdens de 43e sessie van de Commissie voor het Werelderfgoed erkend als cultureel werelderfgoed en toegevoegd aan de UNESCO werelderfgoedlijst.
De hoofdkerk van Pskov, de Drievuldigheidskathedraal maakt geen deel uit van de selectie van tien religieuze bouwwerken (kloosters, kerken) die onderdeel uitmaken van de inschrijving op de werelderfgoedlijst.
| Afbeelding | ID       | Naam                                                            | Coördinaten                    | Oppervlakte site [Bufferzone] |
| ---------- | -------- | --------------------------------------------------------------- | ------------------------------ | ----------------------------- |
|            | 1523-001 | Ivanovskimonasterium met de Johannes de Doperkathedraal         | 57° 49′ 33″ NB, 28° 19′ 5″ OL  | 0,73 ha (387 ha)              |
|            | 1523-002 | Mirozjskiklooster met de Transfiguratiekerk                     | 57° 48′ 24″ NB, 28° 19′ 43″ OL | 14,4 ha (387 ha)              |
|            | 1523-003 | De kerk van de aartsengelen Michael en Gabriel van Gorodets     | 57° 49′ 6″ NB, 28° 20′ 2″ OL   | 0,55 ha (387 ha)              |
|            | 1523-004 | Kerk van de Maagd Maria, beschermer van God                     | 57° 48′ 19″ NB, 28° 20′ 3″ OL  | 0,14 ha (387 ha)              |
|            | 1523-005 | Kerk van de heilige Cosmas en Damianus-van-de-Berg-Gremiatchaïa | 57° 49′ 24″ NB, 28° 20′ 2″ OL  | 0,14 ha (387 ha)              |
|            | 1523-006 | Kerk van Sint-Joris-op-de-butte                                 | 57° 48′ 36″ NB, 28° 19′ 57″ OL | 0,22 ha (387 ha)              |
|            | 1523-007 | Driekoningenkerk bij Zapskovia                                  | 57° 49′ 22″ NB, 28° 20′ 19″ OL | 0,24 ha (387 ha)              |
|            | 1523-008 | Sint-Nicolaaskerk van de droge plaats                           | 57° 48′ 56″ NB, 28° 20′ 5″ OL  | 0,25 ha (387 ha)              |
|            | 1523-009 | Sint-Basiliuskerk van de heuvel                                 | 57° 48′ 55″ NB, 28° 20′ 9″ OL  | 0,2 ha (387 ha)               |
|            | 1523-010 | Snetogorskiklooster met Geboortekerk van de Moeder Gods         | 57° 50′ 6″ NB, 28° 15′ 47″ OL  | 2,45 ha (248,6 ha)            |

Dal van de Bikinrivier (met Centraal Sichote-Alingebergte) · Koerse Schoorwal · Ensemble van het Ferapontovklooster · Gouden bergen van Altaj · Hemelvaartskerk, Kolomenskoje · Historisch en architectonisch complex van het Kremlin van Kazan · Kizji Pogost · Baikalmeer · Citadel, oude stad en vestingwerken van Derbent · Historische monumenten van Novgorod en omgeving · Kremlin en Rode Plein, Moskou · Ensemble van het Novodevitsjiklooster · Historisch centrum van Sint-Petersburg en bijbehorende groepen van monumenten · Cultureel en historisch ensemble van de Solovetski-eilanden · Geodetische boog van Struve · Architectonisch ensemble van de Triniti Sergius Lavra in Sergiev Posad · Uvs Nuurbekken · Maagdelijke wouden van Komi · Vulkanen van Kamtsjatka · Westelijke Kaukasus · Witte monumenten van Vladimir en Soezdal · Natuurlijk systeem van het Wrangel-eilandreservaat · Historisch centrum van de stad Jaroslav · Historisch en archeologisch complex van Bolgar · Landschappen van Daurië · Hemelvaartkathedraal en -klooster van het dorpseiland Svijasjk · Kerken van de architectuurschool van Pskov · Petrogliefen van het Onegameer en de Witte Zee · Cultureel landschap van het Kenozeromeer